# Niedersprockhövel

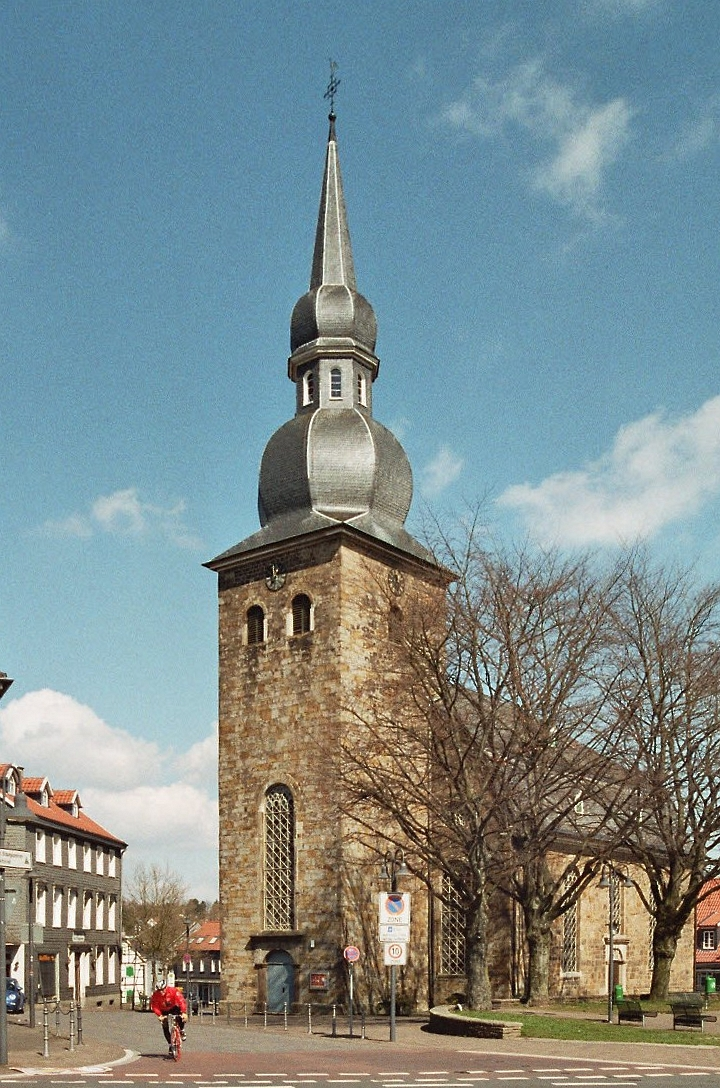
Die evangelische Kirche in Niedersprockhövel.

Niedersprockhövel ist eine ehemalige Gemeinde und ein heutiger Ortsteil von Sprockhövel. Der Ortsteil hatte am 31. Dezember 2018 9484 Einwohner.

## Geographie
Niedersprockhövel liegt am Sprockhöveler Bach.

## Geschichte

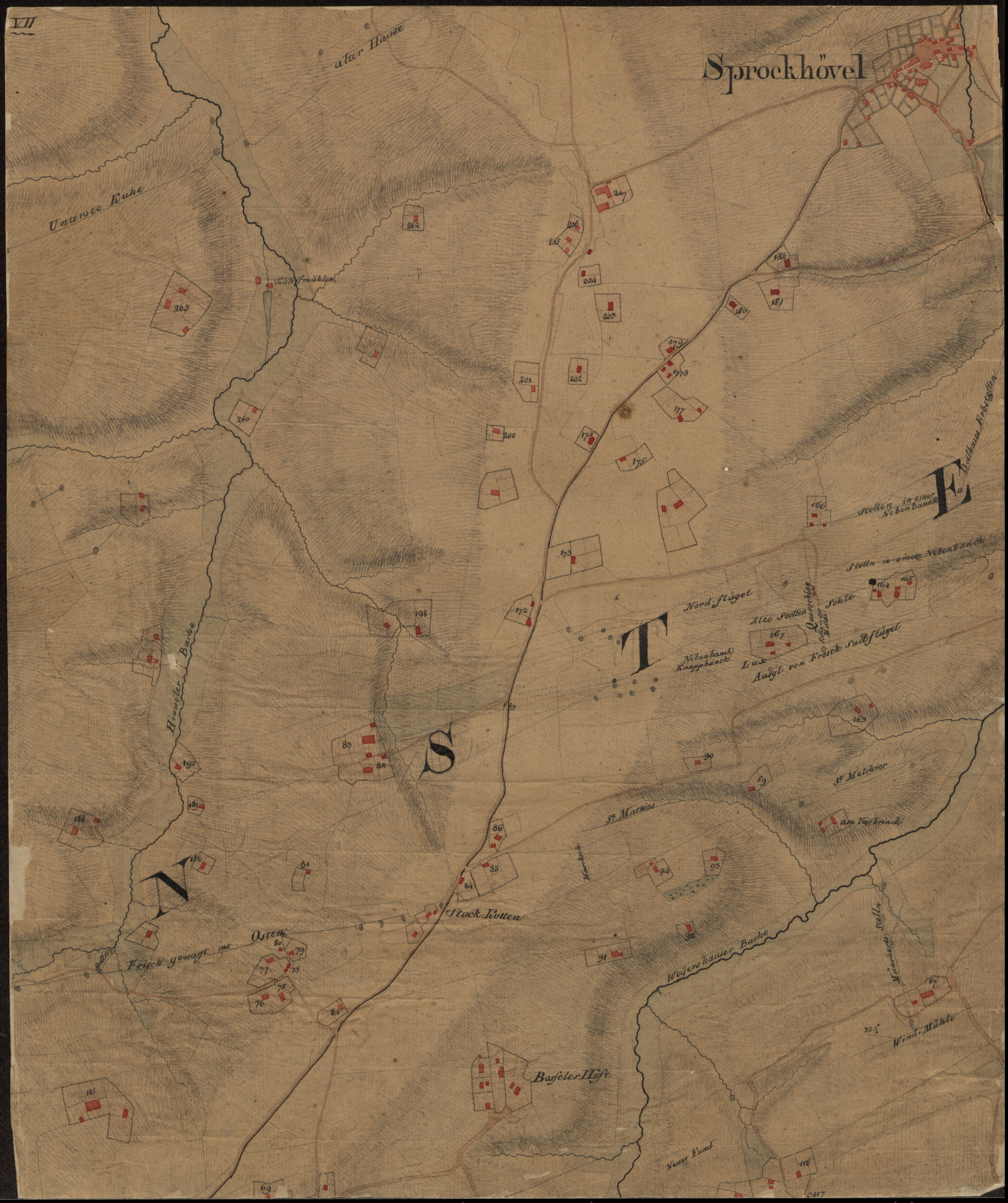
Niemeyersche Karte, 1788.

Die Evangelische Kirche wurde 1785 auf den Fundamenten der Kirche St. Januarius errichtet.
Im 19. Jahrhundert zählte Niedersprockhövel zum Amt Sprockhövel.
Durch Zusammenlegung der Gemeinden Niedersprockhövel und Obersprockhövel des Amts Blankenstein entstand am 1. September 1960 die Gemeinde Sprockhövel.

## Verkehr
Dieser Ortsteil ist auch mit einer zentralen Haltestelle mit dem Namen Niedersprockhövel Kirche am ÖPNV angebunden.
| Linie | Verlauf | Takt (Mo–Fr)                                                   | Betreiber      |
| ----- | --- | -------------------------------------------------------------- | -------------- |
| SB37  | Bochum Hbf – Schauspielhaus – Bochum-Wiemelhausen – Bochum-Stiepel – Hattingen-Welper – Hattingen Mitte – Niedersprockhövel Kirche – Haßlinghausen Busbahnhof – Schwelm Bf – Ennepetal Busbahnhof                           | 30 min (Bochum–Haßlinghausen) 60 min (Haßlinghausen–Ennepetal) | Bogestra / VER |
| SB67  | Wuppertal Hbf – Haßlinghausen Busbahnhof – Niedersprockhövel Kirche – Herbede Mitte – Freizeitbad Heveney – Heven Dorf – Ruhr-Universität                                                                                   | 60 min                                                         | VER            |
| 320   | Witten-Rüdinghausen – Witten-Annen – Witten Rathaus / Husemannstr. – Witten Hbf – Heven Dorf – Freizeitbad Heveney – Bochum-Querenburg, Ruhr-Universität / Herbede Mitte – Hattingen Steinenhaus – Niedersprockhövel Kirche | 60 min                                                         | Bogestra       |
| 330   | Hattingen Mitte – Sprockhövel-Niedersprockhövel Kirche – Haßlinghausen Busbahnhof | 120 min                                                        | VER            |
| 332   | Hattingen Mitte – Niedersprockhövel Kirche – Obersprockhövel – Schee/Quellenburg – Wuppertal-Schraberg – Alter Markt – Wuppertal-Barmen Bf                                                                                  | 60 min                                                         | VER            |
| 558   | Niedersprockhövel Kirche – Hattingen-Bredenscheid, Hackstückstraße – Hattingen, Bredenscheid – Hattingen Mitte | 60 min                                                         | VER            |
| 559   | Niedersprockhövel Kirche – Hattingen-Holthausen, Hermannstraße – Hattingen, Zum Ludwigstal – Hattingen Mitte | 60 min                                                         | VER            |
| 583   | Wuppertal, Birkenhof – Sprockhövel-Gennebreck – Niedersprockhövel Kirche – Haßlinghausen Busbahnhof | einzelne Fahrten an Schultagen                                 | VER            |
| NE4   | Bochum Hbf – Wiemelhausen – Stiepel – HAT-Welper – Hattingen Mitte – Niedersprockhövel Kirche – Haßlinghausen Busbahnhof - Schwelm Bf                                                                                       | 60 min                                                         | Bogestra / VER |